# Bożena Danyluk
Bożena Małgorzata Danyluk (ur. 1957) – polska inżynier, dr hab. nauk rolniczych, adiunkt, zastępca kierownika Katedry Technologii Mięsa i dziekan Wydziału Nauk o Żywności i Żywieniu Uniwersytetu Przyrodniczego w Poznaniu.

## Życiorys
W 1990 obroniła pracę doktorską Wpływ stopniowego ogrzewania i chłodzenia na nakład energii i jakość konserw mięsnych, 3 lipca 2008 habilitowała się na podstawie pracy zatytułowanej Sterowanie procesem pasteryzacji konserw mięsnych na podstawie nowego modelu wyznaczania stopni letalności. Objęła funkcję adiunkta, zastępcy kierownika w Katedrze Technologii Mięsa oraz dziekana na Wydziale Nauk o Żywności i Żywieniu Uniwersytetu Przyrodniczego w Poznaniu.
Piastuje stanowisko specjalisty Komitetu Nauk o Żywności i Żywieniu na II Wydziale Nauk Biologicznych i Rolniczych Polskiej Akademii Nauk.